# كاتسو توكاشيكي
كاتسو توكاشيكي (باليابانية: 渡嘉敷勝男) مواليد 27 يوليو 1960 في أوكيناوا، هو ملاكم محترف ياباني يصنف ضمن فئة وزن خفيف الذبابة. حقق بطولة رابطة الملاكمة العالمية.

## إحصائيات
خاض خلال مسيرته 25 نزالا، فاز في 19 وتعادل في 2 وخسر في 4. فاز بالضربة القاضية في 4 نزالا.

## روابط خارجية
- كاتسو توكاشيكي على موقع IMDb (الإنجليزية)
- كاتسو توكاشيكي على موقع قاعدة بيانات الفيلم (الإنجليزية)
- كاتسو توكاشيكي على موقع بوكس ريك (الإنجليزية) (registration required)